# Marin Ceaușu
Marin Ceausu, romunski general, * 1891, † 1954.